# Chaetocalyx tomentosa
Chaetocalyx tomentosa là một loài thực vật có hoa trong họ Đậu. Loài này được (Gardner) Rudd miêu tả khoa học đầu tiên.